# Quatre jours à Paris (opérette)
Pour l’article homonyme, voir Quatre jours à Paris.
Personnages
- Amparita, riche Brésilienne
- Gabrielle, jeune provinciale
- Zénaïde, servante de l'auberge de Montaron
- Simone, manucure, maîtresse de Ferdinand
- Clémentine
- Ferdinand, chef de réception de l'institut de beauté
- Nicolas, ami et confident de Ferdinand
- Hyacinthe, patron de l'institut de beauté
- Bolivar, mari d'Amparita
- Montaron, aubergiste, père de Gabrielle
- Ambroise Dieudonné, professeur de l'Institut d'aviculture

Airs
Acte I
- « Que les hommes » (Hyacinthe)
- « Dans le fruit défendu » (Amparita), air ultérieurement remplacé par « Paris-Champagne »
- « Un petit coup par-ci ! » (Ferdinand)
- « Gabrielle » (Ferdinand)
- « La samba brésilienne » (Amparita et Ferdinand)
- « Tu seras trompé » (Amparita, Bolivar, Hyacinthe)
- « Quatre jours à Paris » (Gabrielle)
- « J’aime les poules » (Montaron)
- « J’ai des mirages » (Zénaïde)
- « Jour et nuit » (Ferdinand, Gabrielle)
- « Eh bien ! C’est du joli » (Clémentine, Ferdinand, Simone, Nicolas)

Acte II
- « Ah ! quelle nuit » (Amparita et Ferdinand)
- « Et Boum! » (chœur)
- « Mon jour de repos » (Ferdinand)
- « J’ai des mirages » (Nicolas-Zénaide)

Quatre jours à Paris est une opérette française en 2 actes et 6 tableaux de Raymond Vincy et Albert Willemetz, musique de Francis Lopez (orchestration de Jacques-Henri Rys), créée à Paris, au théâtre Bobino, le 28 février 1948.

## Synopsis
L'action de Quatre jours à Paris se déroule de nos jours et a pour cadre l'institut de beauté « Chez Hyacinthe de Paris » et l'auberge « Chez Grand-mère » à Lapalisse, commune de l'Allier.
Les clientes de l'institut de beauté sont follement amoureuses du chef de réception, Ferdinand, un jeune et séduisant garçon qui est l'amant de la manucure Simone. Parmi les dames qui viennent réparer les outrages du temps, il y a la señorita Amparita Alvarez, jolie, riche et volcanique Brésilienne que son mari a laissée momentanément seule à Paris. Amparita aimerait connaître une aventure avec Ferdinand grâce à la complicité de Hyacinthe. Les clientes sont inquiètes car Ferdinand est absent. On le cherche partout. En fait, son patron l'a envoyé chez l'ardente sud-américaine. Mais il préfère rejoindre Gabrielle, une jeune et jolie provinciale, venue de Lapalisse pour passer quatre jours à Paris. Dès leur première rencontre, c'est le coup de foudre. Amparita, déchaînée, s'amène à l'institut et demande des explications à Hyacinthe. De son côté, Simone est également furieuse et repousse les avances de Nicolas, un collègue qui l'adore sans espoir de retour. Ferdinand arrive enfin à l'institut mais il est désemparé du départ de Gabrielle vers Lapalisse. Il informe alors son patron qu'il doit partir immédiatement en province auprès de sa grand-mère, gravement malade. En fait il va rejoindre Gabrielle. Seul, Nicolas est au courant du stratagème.
À Lapalisse, Léopold Montaron, le père de Gabrielle et patron de l'auberge « Chez Grand-mère », attend la visite du professeur Ambroise Dieudonné, de l'Institut d'aviculture, qui doit venir déceler le mal dont souffrent les poules de l'aubergiste. Montaron doit aussi accueillir le président d'un club d'échecs pour continuer une partie engagée par correspondance. A l'auberge, la servante Zénaïde est une drôle de fille, une souillon qui aime boire un petit coup et est sujette à des mirages. Sa présence ne va pas arranger les choses. De retour chez elle, Gabrielle ne rêve que de son bel amoureux et de son séjour à Paris. Ferdinand arrive et pour plaire à Montaron, usurpe l'identité du professeur Dieudonné. De son côté, Nicolas a vendu la mèche à Simone qui débarque à son tour « Chez Grand-mère ». Zénaïde croit qu'il s'agit de la nouvelle femme de chambre demandée en renfort au bureau de placement et elle engage Simone. En compagnie de Hyacinthe, el señor Bolivar et son épouse Amparita arrivent à leur tour à l'auberge où Nicolas ne tarde pas à paraître lui aussi. Bolivar est le président tant attendu du club d'échecs. Gabrielle est heureuse d'être près de Ferdinand mais elle a tôt fait de créer la mésentente entre les deux amoureux. 
Après une journée fertile en événements, la nuit est belle. Montaron et Bolivar poursuivent enfin leur partie d'échecs. Ferdinand est importuné tour à tour par Simone et Amparita qui désirent passer la nuit avec lui. Quant à Zénaïde, elle a jeté son dévolu sur Nicolas avec qui elle veut partager son lit. Profitant qu'il est seul avec Gabrielle, Ferdinand l'assure de la sincérité de son amour. Finalement, Gabrielle, Simone et Amparita se rendent compte qu'elles aiment Ferdinand qui se révèle un homme peu recommandable qui abuse de la situation. Furieuse, Gabrielle chasse tous les invités de l'auberge.
De retour à Paris, Ferdinand ne veut plus travailler. Il est triste et ses pensées sont pour Gabrielle, maintenant si loin de lui. Simone comprend qu'il ne sera jamais à elle. Elle écrit à Gabrielle pour l'inviter à se rendre à Paris. Tout va s'arranger. Simone découvre que son bonheur sera auprès de Nicolas. Gabrielle et Ferdinand se réconcilient et se jurent fidélité. Montaron s'engage à commanditer Hyacinthe dont Ferdinand deviendra l'associé. Bolivar, après une cure à Vichy, rentrera au Brésil avec son épouse qu'il croira toujours fidèle. Quant à Zénaïde, elle aussi à Paris, elle se transforme en une femme élégante et provocatrice pour séduire son patron. Ils repartiront à Lapalisse pour gérer, à deux, l'auberge « Chez Grand-mère ».

## Histoire de la création
Après deux collaborations fructueuses, La Belle de Cadix (1945) et Andalousie (1947), Francis Lopez et Raymond Vincy décident de continuer sur leur lancée. Ils choisissent le genre du vaudeville musical, dans la lignée des opérettes et comédies musicales françaises des années 1920 et 1930 illustrées notamment par Henri Christiné, Maurice Yvain, Raoul Moretti, Joseph Szulc, ...
Comme pour Andalousie, Henri Willemetz est chargé d'écrire les lyrics. 
Quatre jours à Paris est plus intimiste, de proportions plus réduites, sans la débauche de décors et de costumes que ces prédécesseurs. La création a lieu le 28 février 1948, à Paris, au théâtre Bobino qui alterne, à l'époque, spectacles lyriques et de music-hall. Le succès est immédiat. Le public apprécie particulièrement les quiproquos, les gags, les situations vaudevillesques et les rebondissements à répétition du livret, ainsi que la musique entraînante, sans fioritures de Francis Lopez. 
Quatre Jours à Paris se joue une année entière à Bobino et est repris en 1960 à l’A.B.C.. C'est aujourd'hui l’une des opérettes de Francis Lopez qui totalise chaque année le plus de représentations sur les scènes de province et de Belgique.

## Fiche technique
Opérette en deux actes et dix tableaux. 
- Musique de Francis Lopez
- Livret de Raymond Vincy, et Albert Willemetz
- Lyrics d' Albert Willemetz
- Orchestration de Jacques-Henri Rys
- Mise en scène de Maurice Catriens
- Ballets et danses réglés par Georges de Trébert

Création à Paris, au Théâtre Bobino le 28 février 1948 avec:
- Nelly Wick : Amparita
- Ginette Catriens : Gabrielle
- Jeannette Batti : Zénaïde
- Marguerite Willy : Simone
- Wally Winck : Clémentine
- Andrex : Ferdinand
- Henri Genès : Nicolas
- Orbal : Hyacinthe
- René Bourbon : Bolivar
- Duvaleix : Montaron

- Orchestre sous la direction de Maurice Boulais.

## Films
En 1955, une version cinématographique est librement adaptée de l'opérette par  André Berthomieu pour Luis Mariano, entouré de Roger Nicolas, Jeanne Sourza et Geneviève Kervine .
En 1978, une autre adaptation, pour la télévision, réunit Georges Guétary, Eliane Varon, Michel Dunand, Katia Tchenko et Jacqueline Guy.